# Acer shibatai
Acer shibatai é uma espécie de árvore do gênero Acer, pertencente à família Aceraceae.